# Tatum (Texas)
Tatum es una ciudad ubicada en el condado de Rusk en el estado estadounidense de Texas. En el Censo de 2010 tenía una población de 1385 habitantes y una densidad poblacional de 141,39 personas por km².

## Geografía
Tatum se encuentra ubicada en las coordenadas 32°18′57″N 94°31′8″O / 32.31583, -94.51889. Según la Oficina del Censo de los Estados Unidos, Tatum tiene una superficie total de 9.8 km², de la cual 9.8 km² corresponden a tierra firme y (0%) 0 km² es agua.

## Demografía
Según el censo de 2010, había 1385 personas residiendo en Tatum. La densidad de población era de 141,39 hab./km². De los 1385 habitantes, Tatum estaba compuesto por el 67.65% blancos, el 15.6% eran afroamericanos, el 0.65% eran amerindios, el 0.65% eran asiáticos, el 0% eran isleños del Pacífico, el 13.14% eran de otras razas y el 2.31% pertenecían a dos o más razas. Del total de la población el 23.54% eran hispanos o latinos de cualquier raza.